# Глушкови (Котельницький район)
Глушко́ви (рос. Глушковы) — присілок у складі Котельницького району Кіровської області, Росія. Входить до складу Морозовського сільського поселення.
Населення становить 11 осіб (2010, 25 у 2002).
Національний склад станом на 2002 рік — росіяни 100 %.